# W̌
Cette page contient des caractères spéciaux ou non latins. S’ils s’affichent mal (▯, ?, etc.), consultez la page d’aide Unicode.
W̌ (minuscule : w̌), appelé W caron ou W hatchek, est une lettre latine utilisée dans l’écriture du gen au Togo et du moyen haut allemand.
Elle est composée de la lettre W diacritée d'un caron.

## Représentations informatiques
Le W caron peut être représenté avec les caractères Unicode suivants :
- décomposé (latin de base, diacritiques) :

| formes    | représentations | chaînes de caractères | points de code | descriptions                                |
| --------- | --------------- | --------------------- | -------------- | ------------------------------------------- |
| capitale  | W̌               | W◌̌                    | U+0057 U+030C  | lettre majuscule latine w diacritique caron |
| minuscule | w̌               | w◌̌                    | U+0077 U+030C  | lettre minuscule latine w diacritique caron |